# Хейл, Джон Паркер
Джон Паркер Хейл (англ. John Parker Hale; 31 марта 1806 — 19 ноября 1873) — американский политик и юрист из Нью-Гэмпшира, игравший важную роль в движении против рабства в США. Он был членом Палаты представителей с 1843 по 1845 год и Сенатором с 1847 по 1853 год и с 1855 по 1865 год. Хейл начал свою карьеру в Конгрессе как демократ, но помог основать антирабовладельческую партию свободной земли, а затем вступил в Республиканскую партию. Он был кандидатом в президенты в 1852 году и набрал чуть меньше 5 % голосов.

## Биография
Хейл родился в Рочестере в Нью-Гэмпшире и после окончания Боудин-колледжа основал юридическую практику в Довере. В 1832 году он выиграл выборы в Палату представителей Нью-Гэмпшира и служил прокурором США по Нью-Гэмпширу при президентах Эндрю Джексоне и Мартине Ван Бюрене. Хейл выиграл выборы в Палату представителей США в 1842 году, но не смог выдвинуться на переизбрание от партии в 1844 году из-за его противодействия аннексии Техаса. После потери места он продолжил кампанию против рабства и выиграл выборы в Сенат в 1846 году как независимый демократ. В Сенате Хейл решительно выступал против американо-мексиканской войны.
Хейл помог основать антирабовладельческую партию свободной земли и был кандидатом на пост президента от этой партии в 1848 году, пока съезд партии не выдвинул бывшего президента Ван Бюрена вместо него. Хейл смог выиграть выдвижение от партии на пост президента в 1852 году, получив 4,9% голосов избирателей на выборах. После принятия закона Канзас-Небраска Хейл присоединился к молодой Республиканской партии и вернулся в Сенат. Он служил до 1865 года, после чего принял назначение от президента Авраама Линкольна на должность посланника в Испании. Он занимал этот пост до своего отзыва в апреле 1869 года, после чего ушёл в отставку с государственной службы.